# Wynand Otto Jan Nieuwenkamp
Wijnand Otto Jan Nieuwenkamp (Amsterdam, 27 luglio 1874 – Fiesole, 23 aprile 1950) è stato un pittore, incisore ed etnologo olandese.

## Biografia

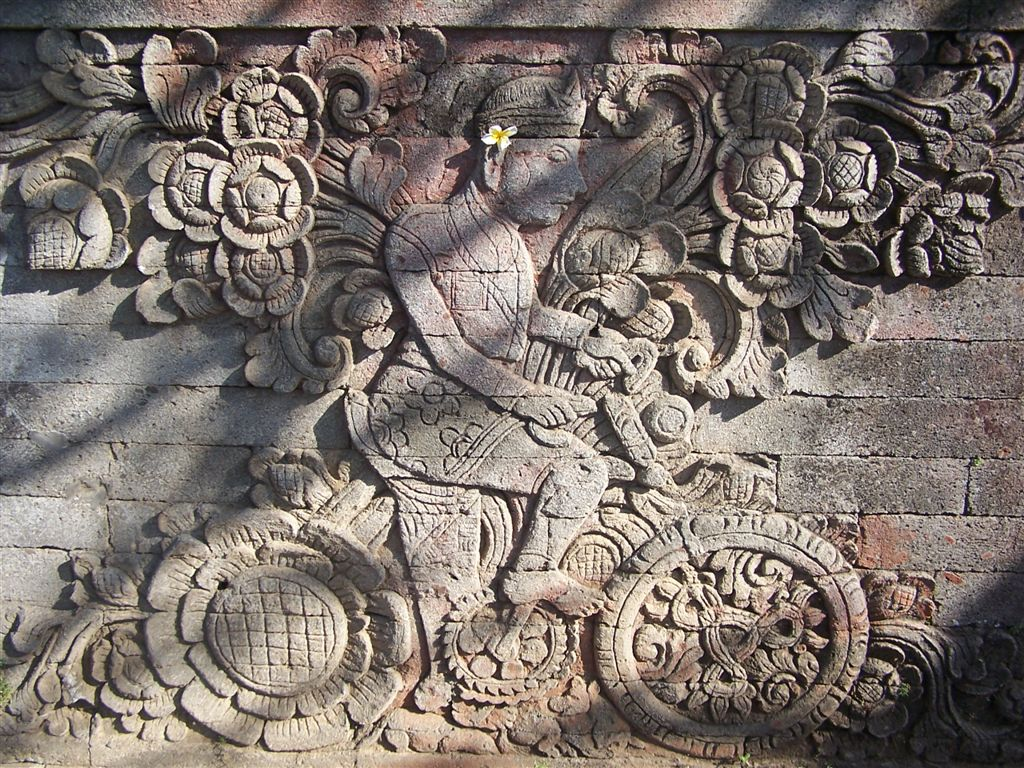
Nieuwenkamp su una bicicletta
(Pura Meduwe Karang)

Autodidatta, visse dal 1895 al 1900 a Haarlem e successivamente, fino al 1910, sul battello-abitazione De Zwerver. Soggiornò a lungo a Roma (1922-1925) e in seguito a Firenze dove prese dimora stabile acquistando la villa Il Riposo dei Vescovi a San Domenico di Fiesole.
Appassionato delle civiltà dell'Asia, visitò sei volte l'India, studiandone i costumi e rappresentandone le atmosfere nelle sue acqueforti e xilografie. In seguito è noto il suo soggiorno a Bali, che stimolò la sua produzione artistica in una serie di celebri incisioni che, di fatto, rivelarono al mondo occidentale le bellezze dell'isola indonesiana.
Pubblicò anche alcuni libri sui suoi viaggi, in particolare su Bali e Lombok (1906-1910), oltre a monografie sull'architettura e scultura locale (1926 e 1928). Molto apprezzati furono un volume sulle Città sante dell'Indostan inglese (1924) e sull'isola di Timor (1925).
Tra il 1922 e il 1926 pubblicò anche la rivista Nederlandsch Indie Oud en Nieuw.
Le sue raccolte etnografiche furono donate al museo di Leida. 
Sua figlia Fernanda Bramanti-Nieuwenkamp diventò direttrice dell’Istituto universitario olandese di storia dell'arte a Firenze.

## Bibliografia

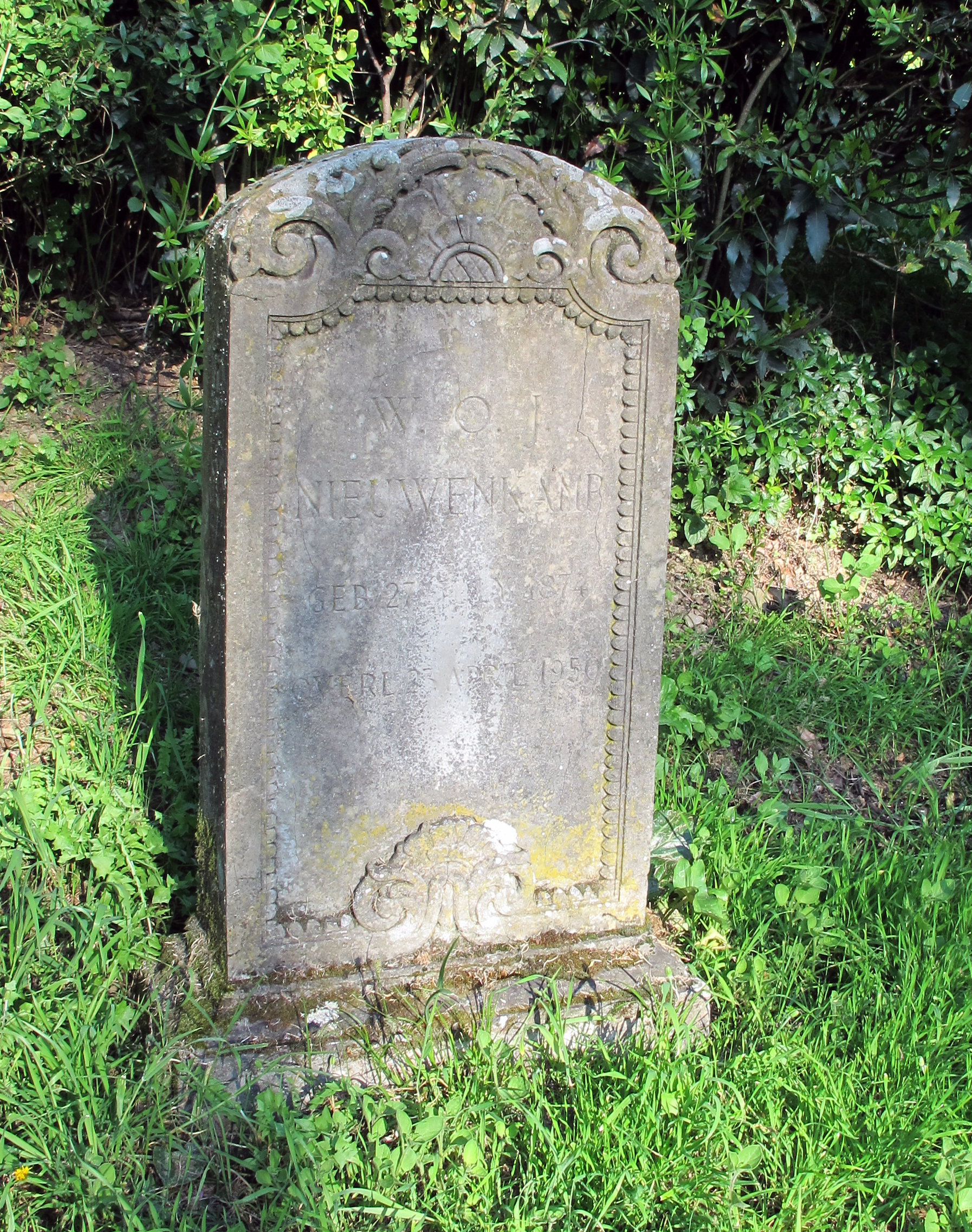
La sua lapide nel parco di villa Nieuwenkamp a Fiesole